# Grenier-Montgon
 Grenier-Montgon  es una población y comuna francesa, situada en la región de Auvernia, departamento de Alto Loira, en el distrito de Brioude y cantón de Blesle.

## Demografía
| 120 | 120 | 133 | 149 | 129 | 123 |
| Para los censos de 1962 a 1999 la población legal corresponde a la población sin duplicidades (Fuente: INSEE [Consultar]) |     |     |     |     |     |